# Мексикански залив
Мексиканският залив (на испански: Golfo de México; на английски: Gulf of Mexico) е залив на Атлантическия океан, считан от някои географи за вътрешно море или за част от Карибско море. Площта на Мексиканския залив е около 1543 хил. km2, а обемът му е около 2332 хил. km3. Обхваща акваторията на Атлантическия океан като се простира между полуостров Флорида на североизток, южното крайбрежие на Съединените щати на север и северозапад, източното крайбрежие на Мексико на запад и юг и на полуостров Юкатан на югоизток и северозападното крайбрежие на Куба на изток. На изток чрез Флоридския проток се съединява с останалата част на Атлантическия океан, а на югоизток Юкатанския проток го свързва с Карибско море.
Заливът се е отворил преди около 300 милиона години в резултат на тектониката на плочите, когато субконтинентите Северна и Южна Америка се разделят по време на разпадането на суперконтинента Пангея.
Дъното на залива е покрито основно от седиментни наслаги. Почти половината воден басейн е със сравнително плитките води на континенталния шелф. Има големи находища на нефт и Мексико се е превърнала в основен вносител на петрол в САЩ.

## География

### Брегова линия, континентален шелф
Източните, северните и северозападните брегове на Мексиканския залив принадлежат на американските щати Флорида, Алабама, Мисисипи, Луизиана и Тексас. Американската част от бреговата линия на залива е с дължина около 2700 km, приемайки вода от 33 големи реки, течащи през 31 щата. Югозападните и южните брегове на залива попадат в мексиканските щати Тамаулипас, Веркакрус, Табаско, Кампече, Юкатан и Кинтана Ро. Мексиканската брегова линия на залива е с дължина 2805 km. В югоизточната си част заливът граничи с Куба. Той поддържа големите риболовни промишлености на САЩ, Мексико и Куба. Външните граници на широките континентални шелфове на Юкатан и Флорида получават води, богати на хранителни вещества, чрез процес, познат като ъпуелинг. Това привлича риби, скариди и калмари. Оттокът на реките също предоставя хранителни вещества към бреговите зони.
Заливът има добре развита подводна котловина с максимална дълбочина 3822 m. В централната си част има абисално плато с група от подводни хълмове с височина около 300 m. На север, юг и изток е обграден от широк (до 250 km) континентален шелф, богат на нефтени запаси. Той е доста широк на много места по залива, особено при Флорида и Юкатан. Шелфът се използва за нефтодобив чрез нефтени платформи, повечето от които се намират в западните части на залива. Друга важна комерсиална дейност е риболовът. Добивът на стриди също е едромащабен в много от заливчетата. Други развити отрасли по бреговете са транспорта, нефтопреработването, хартиеното производство, военното дело и туризма. По бреговата линия на залива има многобройни по-малки заливи. В него се вливат множество, сред които най-големи са Мисисипи и Рио Гранде в северната част и Грихалва и Усумасинта в южната част. Земята, образуваща бреговата линия на залива, е с много малка надморска височина и се характеризира с блата и плажове.

### Климат, хидроложки показатели
Климатът на юг е тропичен, а на север – субтропичен. През лятото температурата на въздуха е около 28 °C, а през зимата от 14 – 15° С на север (понякога пада до 0 °C) до 21 – 23 °C. Изпарението (1000 – 1750 mm) превишава валежите (1000 – 1200 mm). Често явление през лятото и есента са ураганите. Топлата вода на залива може да задвижва мощни атлантически урагани, причиняващи много човешки жертви и други разрушения (виж ураган Катрина, 2005 г.). Когато премине ураган, температурата на водата спада, но след това се покачва отново и така може да заражда още тропически бури.
Температурата на водата на повърхността през лятото е 29 °C (в плетчините 30 – 31 °C), а през зимата от 18 °C на север до 25 °C на юг. Солеността на водата на повърхността е 36,0 – 36,9‰. На дълбочина над 2000 m температурата и солеността на водата са почти постоянни и са равни съответно на 4,3 °C и 34,98‰. Повърхностните течения са с основна направление по часовниковата стрелка. Влизащото в Мексиканския залив от Карибско море Юкатанско течение има скорост от 0,5 до 2 m/s, а изтичащото от него Флоридско течение, даващо началото на Гълфстрийм – до 3 m/s и разход от 25 млн.m3/s. Приливите са предимноденонощни, с височина 0,3 – 0,6 m, но се срещат и полуденонщни и смесени. Откритата част на залива е бедна на планктон, но в шелфовата зана той е обилен (до 1 g/m3).
Заливът се счита за несеизмичен, но слаби трусове са били записвани през историята му. Земетресенията могат да се причиняват от взаимодействия между седиментите на морското дъно.

## История
До началото на Великите географски открития, бреговете на залива са населявани от разнообразни индиански племена, които се намират в различни етапи на развитие.
Въпреки че на Христофор Колумб се приписва откритието на Америка от европейците, корабите на четирите му пътешествия така и не достигат Мексиканския залив. Вместо това, Колумб плава в Карибския басейн около Куба и Испаньола. Първото европейско изследване на Мексиканския залив е на Америго Веспучи през 1497 г. Той следва бреговете на Централна Америка, преди да се върне в Атлантическия океан през протока между Флорида и Куба. В писмата си Веспучи описва това свое пътуване и когато Хуан де ла Коса се връща в Испания, се издава карта на света, показваща Куба като остров.
През 1517 г. Франсиско Кордова открива полуостров Юкатан. Това е първото европейско сблъскване с напреднала цивилизация в Америка, със здраво построени сгради и сложна обществена организация, които са сравними с тези на Стария свят. Също така откривателите нямат причина да смятат, че тези нови земи имат злато. Това само дава повод за нови експедиции, първата от които е през 1518 г. под ръководството на Хуан Диас де Грихалва.
На 11 декември 1526 г. Карл V дава лиценз на Панфило де Нарваес да владее северното крайбрежие на Мексиканския залив. Договорът му дава една година, за да събере войска, достатъчно голяма за да се основат поне два града с население от 100 души всеки и за да установи две крепости където и да е по крайбрежието. През 1697 г. Пиер Ле Мойн д’Ибервил, който плава в името на Франция, е избран за експедиция, целяща откриването на устието на река Мисисипи и колонизирането на Луизиана, която е желана и от англичаните. На 25 януари 1699 г. Ибервил достига крайбрежието на Пенсакола, което се оказва завладяно от испанците. Оттам той поема към устието на река Мобил. На 13 февруари 1699 г. той вече изследва сушата на региона. На 1 май завършва крепост близо до днешния град Оушън Спринг, Мисисипи. На 4 май поема към Франция.
След покупката на Луизина, окупацията на Флорида и превземането на Тексас през първата половина на 19 век, северният бряг на залива преминава под юрисдикцията на САЩ.

## Замърсяване
Големите заплахи за околната среда на залива са селскостопанските отпадни води и нефтодобива. Цъфтящите водорасли, които оцветяват морето, са често срещано явление, което избива рибите и морските бозайници и причинява дихателни проблеми у хората и някои домашни животни. Това се отнася основно за югозападния и южния бряг на Флорида.
Мексиканският залив съдържа хипоксична мъртва зона (с ниски нива на кислород), която се разпростира от изток на запад по крайбрежието на Тексас и Луизиана. През юли 2008 г. учени докладват, че между 1985 и 2008 г. районът се е удвоил. Днес той заема площ от 21 000 km2. Порочни селскостопански практики в северната част на залива са довели до изключително повишение на азота и фосфора в съседните морски екосистеми, което води до цъфтеж на водораслите и липса на наличен кислород. В резултат на това се наблюдава диспропорционалност на половете, породена от потискането на естрогена. Проучване на рибата Micropogonias undulatus от октомври 2007 г. намира съотношение на половете от 61% мъжки към 39% женски в местата на хипоксия в залива. В сравнение, в нормална среда съотношението е 52% мъжки към 48% женски, което сочи към нарушаване на плодовитостта на рибните популации, живеещи в хипоксичните брегови зони.
Съществуват 27 000 изоставени нефтени и газови кладенци потопени в залива. Те обикновено не се проверяват за потенциални екологични проблеми.

### Експлозия наDeepwater Horizonи нефтен разлив
На 20 април 2010 г. нефтената платформа Deepwater Horizon, намираща се в каньона Мисисипи, на около 64 km от брега на Луизиана, претъпява катастрофална експлозия. Потъва след ден и половина. Въпреки че първоначалните доклади сочат, че изтичането на нефт е сравнително малко, към 24 април BP обявяват, че приблизително 1000 барела (160 m3) нефт на ден се изпускат от главата на кладенеца на ден на около 1,6 km дълбочина. На 29 април американското правителство разкрива, че всъщност близо 5000 барела (790 m3) нефт на ден се изпускат в залива. Последвалият нефтен разлив бързо се разпростира на стотици квадратни километри океанска повърхност, представлявайки сериозна заплаха за морския живот и съседните брегови водоеми, както и за прехраната на рибарите по брега на залива. Към 1 май 2010 г. процесът по разчистване на нефтения разлив вече тече, но е възпрепятстван от бурни води. На 27 май Геологическата топографска служба на САЩ вдига оценките на разлива от 5000 барела нефт на ден до 12 000 – 19 000 барела (3000 m3) нефт на ден. На 15 юли 2010 г. BP обявяват, че течът е спрян.